# Sára (keresztnév)
A Sára héber eredetű bibliai női név, jelentése: hercegnő, fejedelemasszony. A Sarolta névvel csak önkényesen kapcsolták össze.

## Rokon nevek
- Sári:[1] a Sára magyar becenevéből önállósult.
- Szelli:[1] a Sára angol megfelelőjének a becenevéből önállósult.[3]
- Annasára: a Sára és az Anna kereszteséből létrehozott újkeletű név[4]

## Gyakorisága
Az 1990-es években a Sára gyakori, a Sári és a Szelli szórványos név, a 2000-es években a Sára a 20-32. leggyakoribb női név, a Sári és a Szelli nem szerepel az első százban.

## Névnapok
Sára, Sári
- január 19.[2]
- július 13.[2]
- október 9.[2]

Szelli
- január 19.[3]
- október 19.[3]

## Idegen nyelvű változatai
- Sarah, Sara (angol)
- Sally (angol)
- Sadie (angol)

## Híres Sárák, Sárik
- „Sára” utónevű személyek szócikkeinek listája a Wikidata alapján
- „Sári” utónevű személyek szócikkeinek listája a Wikidata alapján